# Bailey Green
Bailey Green – wieś w Anglii, w hrabstwie Hampshire. Leży 24 km na wschód od miasta Winchester i 84 km na południowy zachód od Londynu.